# Goldrausch!
Goldrausch! (französischer Originaltitel: La ville fantôme) ist ein Album aus der Lucky-Luke-Comicreihe. Es wurde 1971 erstmals herausgegeben. Das Album wurde von Morris gezeichnet und von René Goscinny getextet. Auf Deutsch erschien der Band erstmals als Nummer 9 Die Geisterstadt im Koralle-Verlag. Heute ist es als Band 64 unter dem Titel Goldrausch! im Ehapa-Verlag erhältlich.
Die Geschichte ist eine Parodie auf die Geschichte, die sich in den Vereinigten Staaten im 19. Jahrhundert mehrfach wiederholte: Das Gerücht, wonach an einem Ort Gold gefunden worden sei, verbreitet sich rasch. Das führt zu einem sogenannten Goldrausch, der in kürzester Zeit Städte und Dörfer aus dem Boden schießen lässt. Wenn dann nichts (mehr) gefunden wird, veröden diese Städte genauso schnell, wie sie entstanden und werden zu Geisterstädten.

## Handlung

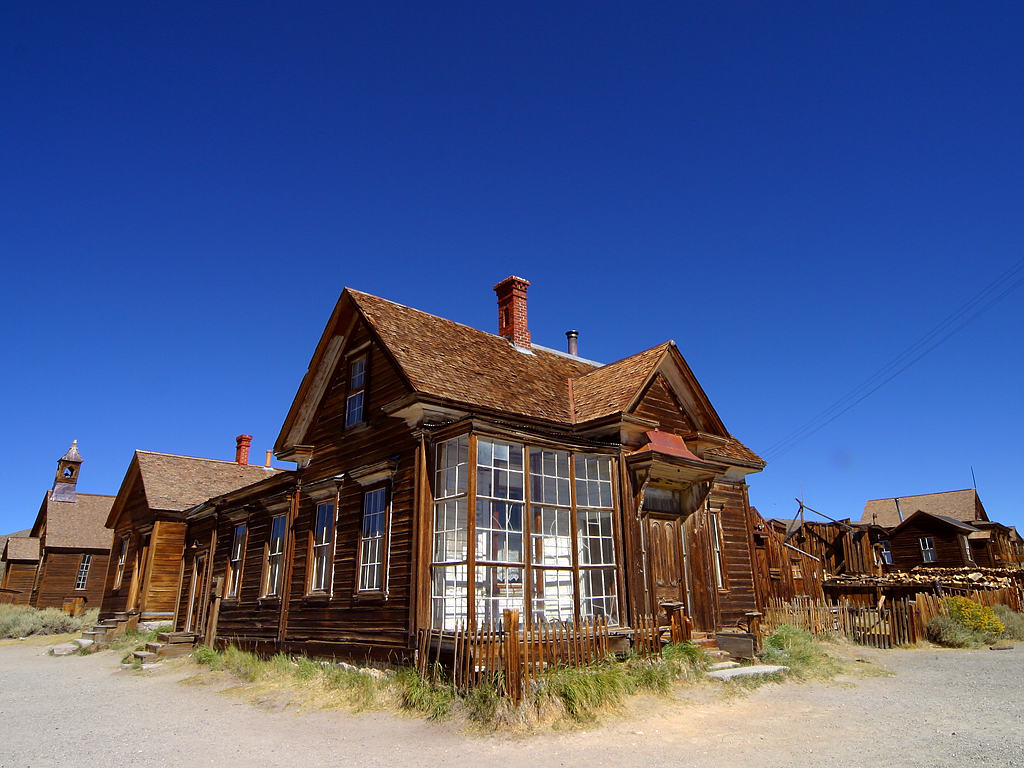
In einer Geisterstadt spukt es nicht unbedingt

Lucky Luke kommt in Begleitung von Miles und Bill, zwei Falschspielern, nach Gold Hill. Die Stadt ist, wie es scheint, ausgestorben. Als sie im verlassenen Hotel nächtigen wollen, werden sie plötzlich vom alten Goldgräber Powell angegriffen und verjagt. In Bingo Creek, ganz in der Nähe, pulsiert das Leben noch. Dort erfahren sie, dass Powell einst eine Mine auf dem Berg erwarb, in der es angeblich Gold geben sollte. Das war zwar gelogen, dennoch gräbt er bis heute dort und verjagt alle, von denen er denkt, sie wollen ihm die Mine streitig machen.
Miles und Bill entschließen sich, Powell die Mine abzuknöpfen und sie dann – geimpft, versteht sich – an einen Dummen weiterzuverkaufen. Das Geld, das sie dafür brauchen, luchsen sie den Städtern mit Pokern und Glücksspielen ab. Obwohl Luke versucht, ihnen die Tour zu vermasseln, kommen sie schnell an das nötige Kleingeld. Weil sie aber Powell nicht davon überzeugen können, zu verkaufen, versuchen sie nun, einen Mob gegen ihn aufzubringen, ihn der Hexerei zu bezichtigen und ihn zu verjagen.
Um die Bürger von Bingo Creek zu überzeugen, dass Powell harmlos ist, organisiert Luke ein Fest in der Geisterstadt Gold Hill. Dadurch gelingt es ihm, die Bürger davon zu überzeugen, dass es dort nicht spukt. Doch die beiden Gangster schmieden schon neue Pläne. Der Versuch, Powell mehrere Diebstähle in die Schuhe zu schieben, geht zwar zunächst daneben, allerdings gibt dieser danach auf, weil er es leid ist, dauernd das Opfer von Verleumdungen zu werden. Er zeigt sich bereit, die Mine zu verkaufen.
Dallas ist dann aber doch zu voreilig und lässt den Bericht, dass in der mittlerweile geimpften Mine Gold gefunden worden sei, veröffentlichen, bevor der Kaufvertrag unterzeichnet wurde. Dies löst sofort einen neuen Goldrausch aus, und die ganze Bevölkerung zieht nach Gold Hill um. Dort gibt es allerdings nach wie vor überhaupt nichts zu finden, und die gekränkten Goldsucher sind kurz davor, Powell zu lynchen. Luke kann im letzten Moment Miles und Bill „überreden“, ihren Betrug zu gestehen. Bevor die Bevölkerung mangels Goldfund aber weiterzieht, kann Luke sie überzeugen, dass eine Stadt auch leben kann, wenn es dort kein Gold gibt. Die durchgrabene Erde wird jetzt zum Ackergrund.
Ganz zum Schluss findet Powell dann doch noch Gold in seiner Mine. Doch er hat eingesehen, dass das jetzt kein Vorteil mehr sein würde für die Stadt. Er jagt seine Mine daher in die Luft.

## Hinweise
1. ↑  Der Begriff „Impfen“ steht hier für eine Betrugsmasche, bei der in einer Mine eine kleine Menge Gold (oder anderes wertvolles Erz) ausgebracht wird, die dann während einer Präsentation in Gegenwart eines potentiellen Kunden „zufällig“ gefunden wird.
2. ↑  Im Abspann der Geschichte steht, dass Gold Hill zu einer bedeutenden landwirtschaftlichen Metropole mit 687.541 Einwohnern und einer bedeutenden Landwirtschaftsmesse geworden sei. Welche Stadt der Autor genau meint, ist aber unklar. Gemeint sein könnte Gold Rush (Colorado). Der Ort liegt in der Nähe von Denver, das heute ungefähr 600.000 Einwohner hat. In Colorado war 1858 ein Goldrausch ausgebrochen.